# Operacja Erna

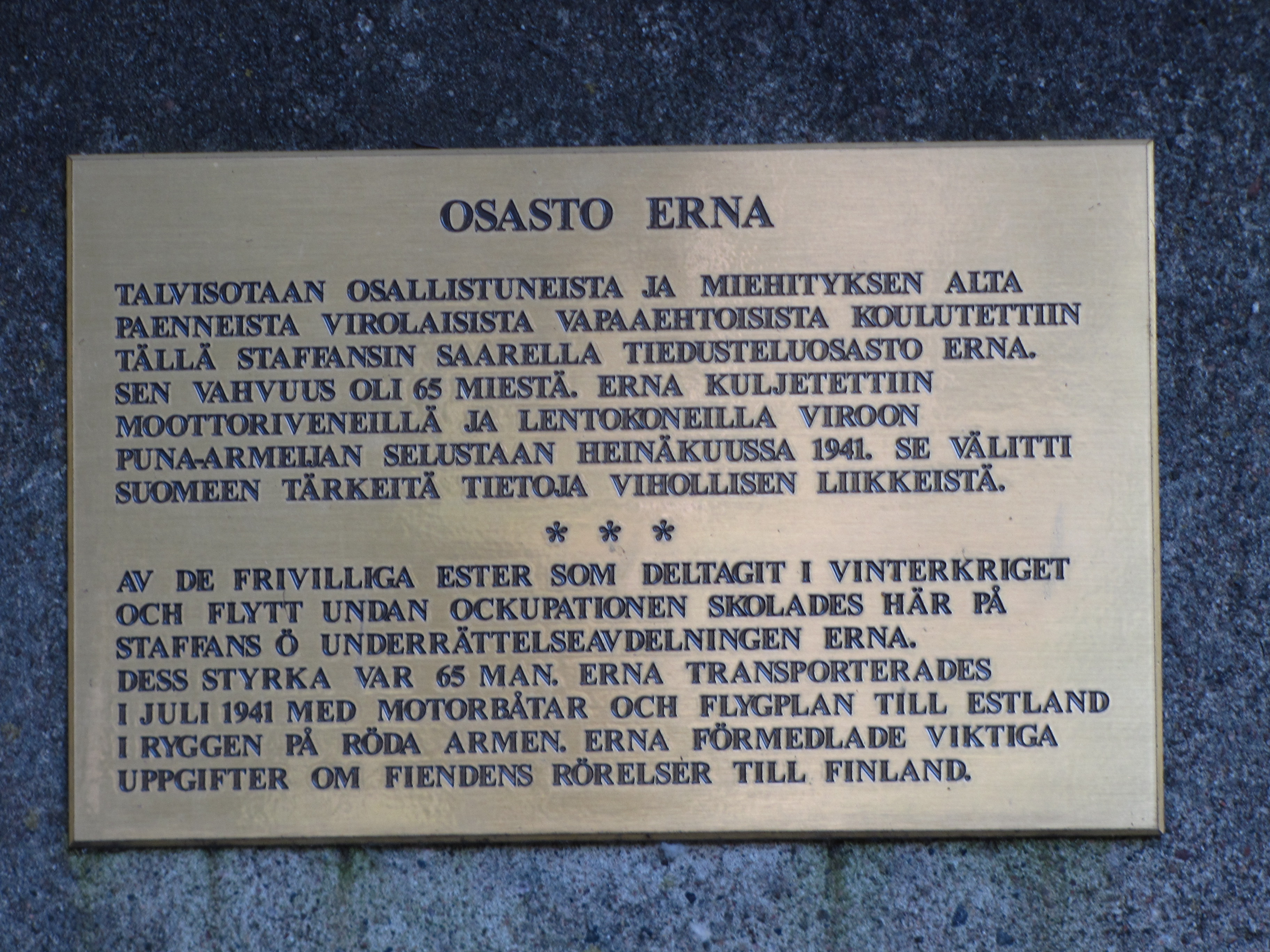
Tablica upamiętniająca estońskich ochotników w Espoo, Finlandia

Operacja Erna – kryptonim niemiecko-fińskiej operacji wojskowej prowadzonej przez estońskich ochotników w lipcu i sierpniu 1940 r. na terytorium Estonii.

## Geneza
Wkrótce po zakończeniu wojny zimowej fiński wywiad wojskowy podjął współpracę z pewną liczbą Estończyków, którzy przebywali na terytorium Finlandii. Po przeszkoleniu część spośród nich zostało przerzuconych do zajętej przez ZSRR Estonii, gdzie co najmniej 5 zostało zabitych bądź złapanych. Zimą z 1940 na 1941 roku fiński wywiad wojskowy i kilku b. estońskich oficerów kontynuowali rekrutację młodych Estończyków w celu prowadzenia tajnych misji na tyłach Armii Czerwonej. Zostali oni przeszkoleni jako operatorzy radiowi, a także w obsłudze materiałów wybuchowych. Sprawą zainteresował się także niemiecki wywiad wojskowy Abwehra, który 10 kwietnia 1941 r. utworzył w Finlandii wywiadowczą Organizację Wojenną Finlandia (Kriegsorganisation Finnland) na czele z komandorem ppor. Cellariusem. Na półwyspie Soho założono obóz szkoleniowy dla Estończyków jako cudzoziemskich ochotników Wehrmachtu. Po ataku Niemców na ZSRR 22 czerwca 1941 r. i przyłączeniu się do wojny Finlandii, Niemcy i Finowie zwerbowali dodatkowo ok. 50 Estończyków. Część z nich pochodziła z fińskiej armii. Cała ta grupa dołączyła do wcześniejszych ochotników. W sumie ok. 80 ludzi przeszło dywersyjno-wywiadowcze przeszkolenie w obozie na płw. Soho. Na ich czele stał b. estoński oficer i ostatni attaché wojskowy Estonii we Francji, płk Henn-Ants Kurg. Niemcy nadali operacji kryptonim Erna; nazwa ta była też potocznym określeniem dla całego oddziału.

## Erna I
20 lipca 1941 r. grupa 37 lub 38 Estończyków (pod kryptonimem Erna I) pod dowództwem płk. Henna-Antsa Kurga została kutrami rybackimi przerzucona do wybrzeży Estonii. Ze względu na aktywność sowieckich okrętów wojskowych tylko części kutrów udało się desantować koło miejscowości Salmiste. Pozostałe powróciły do Finlandii. 28 lipca Niemcy zrzucili na terytorium Estonii kolejną grupę 17 Estończyków, głównie operatorów radiowych, dowodzoną przez niemieckiego oficera por. Reinhardta. Byli to ci Estończycy, którym nie udało się desantować wraz z pierwszą grupą. Wszyscy Estończycy działali do 6 sierpnia (2 tygodnie) na obszarze na północ od Weissenstein. Oprócz działalności dywersyjnej zorganizowali także kilkusetosobowy oddział partyzancki, złożony z tzw. leśnych braci i nieuzbrojonych cywilów, który prowadził mały sabotaż oraz wywoływał panikę i dezercje z oddziałów sowieckich na zapleczu frontu. Estończycy przez cały czas utrzymywali łączność radiową z nacierającą na tym kierunku niemiecką 18. Armią. 6 sierpnia dołączyli koło Tallinna wraz z częścią partyzantów do niemieckiego 311. pułku piechoty. Po wyzwoleniu Tallinna i przyłączeniu się kolejnych ochotników estońskich sformowano z nich oddział w sile batalionu (w składzie trzech kompanii) dołączony do niemieckiej 217 Dywizji Piechoty.

## Erna II
Krótko po wyzwoleniu Tallinna część Estończyków z grupy Erna I powróciło do Finlandii. Niemcy wykorzystali ich jako kadrę dla nowo formowanego batalionu piechoty (w składzie trzech kompanii). Jego liczebność wynosiła ok. 400 żołnierzy. Na jego czele stanął płk Henn-Ants Kurg, a po jego zranieniu 10 października – inny były oficer estoński, mjr Raimond Hindpere. Jednostka została użyta przez dowództwo niemieckie m.in. do zajęcia estońskich wysp na Bałtyku. Na wyspie Ozylia (est. Saaremaa) część batalionu wraz z niemiecką kompanią pułku Brandenburg lądowała na szybowcach w celu całkowitego zaskoczenia sowieckich załóg umocnień. Po wyzwoleniu wysp oddział skierowano do Tallinna, gdzie 29 września został oficjalnie rozwiązany. Wielu jego członków przeszło następnie do estońskich jednostek policyjnych tworzonych przez Niemców.

## Kolejne estońskie grupy Erna
26 lipca 1941 r. 30 Estończyków (Erna III) pod dowództwem płk. Ernsta-Friericha Leithammela przerzucono samolotami w rejon miejscowości Rapla. W krótkim czasie zorganizowali oni 180-osobowy oddział partyzancki, który 14 sierpnia połączył się z nacierającymi wojskami niemieckimi.
9 sierpnia grupa licząca 1 niemieckiego oficera i 5 Estończyków (Erna IV) wylądowała koło Tudu. Rozpoznali oni sowiecki oddział wojskowy w sile ok. 3 tys. żołnierzy i 85 czołgów, który zagrażał niemieckiej flance. Dzięki ich działalności Niemcy odpowiednio przegrupowali swoje wojska.
Inny oddział złożony z 20 Estończyków (Erna V) prowadził działalność wywiadowczą w rejonie Loksy. Dzięki pomocy miejscowej ludności udało im się zająć miejscowości Juminda i Pärispäa oraz sformować w nich oddziały samoobrony.
W nocy z 29 na 30 sierpnia Niemcy przerzucili grupę 55 Estończyków (Erna VI) na wyspy Pedassari, Ripsi, Rammu, Äksi i Prangli w Zatoce Kolga w celu prowadzenia obserwacji sowieckiego transportu morskiego. Udało im się opanować statek transportowy i uwolnić przewożonych nim ok. 3 tys. estońskich więźniów.
W ramach operacji Erna przerzucano również na terytorium Estonii małe grupki lub pojedynczych wywiadowców, którzy prowadzili rozpoznanie przeciwnika oraz działania dywersyjno-wywiadowcze.
Estońscy ochotnicy, którzy byli przerzucani do Estonii w ramach operacji Erna, byli umundurowani w fińskie mundury wojskowe i służyli jako członkowie fińskiej armii, chociaż pod niemieckim zwierzchnictwem operacyjnym. To podporządkowanie Niemcom wynikało jedynie z praktycznych względów. Fakt ten stanowił dla Estończyków w późniejszym okresie bardzo ważne znaczenie.